# Internet Movie Database
Internet Movie Database (IMDB, i marknadsföring skrivet IMDb) är den äldsta och största filmdatabasen på internet. Dess tyngdpunkt ligger på engelskspråkiga filmer, men innehåller även information om icke-engelska filmer, lågbudget- och TV-filmer, TV-serier, datorspel samt i viss utsträckning TV-program. Enligt IMDB besöks webbplatsen av över 100 miljoner personer per månad och databasen innehåller över 3,5 miljoner filmer, TV-serier och program (läst 2017). Sedan 1998 ägs IMDB av Amazon.com.

## Historia
IMDB startade 1990 som ett enkelt program för att söka i listan av vanliga frågor (FAQ) för nyhetsgruppen rec.arts.movies. 1993 fanns det en möjlighet att skicka frågor till programmet via e-post, och året efter kunde även användare skicka in tillägg till databasen. Kort därefter skapades ett www-baserat gränssnitt, vilket var det som öppnade upp IMDB för den stora allmänheten.
Till en början var IMDB icke-kommersiellt, och utnyttjade donerad bandbredd och hårdvara. 1996 bildades ett företag i Storbritannien, Internet Movie Database Ltd., med äganderätten till databasen. I samband med det infördes även reklam på sajten. År 1998 köptes företaget av Amazon.com.

## Funktioner och verifiering
Det så kallade IMDB-betyget, som redovisas på varje sida om ett verk, anges från 1 till 10 med en decimals noggrannhet och är ett viktat betyg baserat på användarnas betyg. För att ett IMDB-betyg ska visas krävs minst 5 användarbetyg.
Registrerade och inloggade användare kan betygsätta verk från ett till tio och utifrån dessa betyg skapas generell betygsstatistik och olika topplistor på webbplatsen, varav topp 250-listan är en, och sådan samlad information är även synlig för oinloggade besökare. Inloggade användare kan även ta del av personlig statistik, skriva recensioner, delta i omröstningar, skapa egna listor samt få påminnelser och tips. Presumtiva bidragsgivare behöver också registrera sig och logga in innan de kan föreslå ändringar i databasen. Ändringarna godkänns eller avslås sedan av IMDB:s administratörer.
Vid sidan av den öppna databasen tillhandahålls även kompletterande information via IMDB Pro (oftast hopskrivet som IMDbPRO). Den är endast öppen via abonnemang och presenterar mer branschrelaterad information, som kontaktadresser till produktionsbolag och branschmänniskor samt mer information om kommande filmprojekt.